# ハナバチ

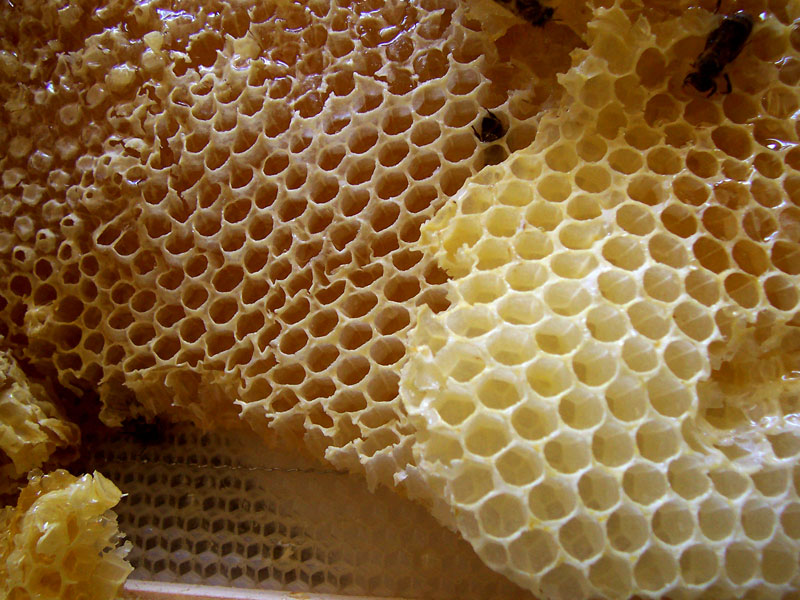
ミツバチの巣

ハナバチ（花蜂）とは、ハチ目ミツバチ上科の昆虫のうち、幼虫の餌として花粉や蜜を蓄えるものの総称。代表的なのは、ミツバチ、クマバチやマルハナバチ、ルリモンハナバチなどである。英語のBeeの意味する範囲に相当する。世界全体において20,000種、日本国内では400種以上が存在するといわれ、また世界全体の種子植物のうち、80%はハナバチが花粉媒介（ポリネーター）している。

## 特徴
ハナバチとは、ハチ類の中で、花に訪れ、蜜や花粉を集め、幼虫の餌としてそれらを蓄える習性をもつものである。分類上は、ヒメハナバチ科、コハナバチ科、ハキリバチ科、ミツバチ科などに所属するものがこれにあたる。ハナバチはミツバチ上科からアナバチ科、ギングチバチ科、セナガアナバチ科などカリバチ類を除外した単系統群である。
多くは小型から中型のハチで、体は丸みを帯びたものが多い。ハナバチ以外でも多くのハチが下唇の先端に蜜などの液体を吸うために、中舌というブラシ状の細かい毛に覆われた舌のような構造を持っているが、ハナバチでは特にこの中舌が長く伸び、これに1対の下唇鬚とさらに1対の小顎外葉が添えられ、花の奥から蜜を吸いだす口吻を構築している。また、体は木の枝のように細かく分岐した毛で覆われて花粉がつきやすくなり、後肢や腹部に体の表面についた花粉を集めて運搬するのための構造が発達するものも多い。

## 生態
ハナバチは花粉や蜜を自らの食糧とすると同時に、幼虫の餌ともする。ミツバチやハリナシバチのような大きな巣を作り、高度な社会生活を営む一部のハナバチは、その巣を維持するため、蜜をより保存性の高い蜂蜜へと変化させて貯蔵する。
ミツバチは社会性昆虫として知られているが、この仲間で社会性昆虫であるものはマルハナバチやハリナシバチを含めても種数としてはさほど多くない。大部分のハナバチは単独生活で、母バチは巣の独房に花粉と蜜を練ったものを蓄え、卵を産むと巣を閉じてしまう。コハナバチ科やヒメハナバチ科では、巣は地下に穴を掘り、そこに幼虫の餌となる花粉と蜜を練り合わせたものと卵を納める部屋を作るものが多い。ヒメハナバチ科では古い蔵の土塀や土壁造りの家屋の外壁に穿孔して巣を作る種もいる。ハキリバチ類は、双子葉植物の葉を切り抜き、地中に掘った巣穴や竹筒の中などにそれを詰めてコップ状にし、巣材とする。よく庭のバラやハギなどの葉が円形や楕円形に丸く切り抜かれているのは、このハチの仕業である。またハキリバチ類の中には竹筒や木の孔、岩の割れ目などに松脂を練ったものを詰めて巣材とし、部屋を作るものもある。こうした巣には、しばしばカミキリムシなどの他の虫が木に開けて巣立った後の穴が再利用される。
マルハナバチやミツバチは、自分で分泌した蝋物質（ミツロウとよばれるワックスエステル）を巣材とする。ミツバチの巣は六角形の部屋が並んでおり、紙質で作られたアシナガバチのそれとよく似ているが、系統を異にするものであり、平行的に生じたものと考えられている。
コハナバチ科の一部やクマバチ類では母子の巣穴内での同居などが見られる（亜社会性）。マルハナバチ属になると地下に巣を作り、ミツバチと比して小規模ながら女王蜂と働き蜂が明確に分化した真社会性を示す。ミツバチの社会性はこのようなものを経て、より大規模で高度に進化したものとされる。
また、同類のハナバチの巣に自分の卵を産み、そのハチが集めた幼虫の餌を横取りする労働寄生をおこなうものがあり、その種数はハナバチ全体の1割に達する。詳細は該当項目を参照。
ハナバチは赤外線や赤色を見ることができない代わりに、紫外線を見ることができる。攻撃手段としては、マルハナバチやミツバチなど一部のハナバチは毒を持ち、尾部の先端にある針で敵を刺すことができるが毒性は弱く、またそれほど攻撃的ではない。特殊な攻撃手段として、ミツバチの一種であるトウヨウミツバチ（ニホンミツバチを含む）は、天敵であるオオスズメバチを大群で取り囲んで蜂球と呼ばれる塊を作り、内部の温度を上昇させることで撃退することができる。ハリナシバチなどのように針を持たないものは、噛みつきなどの手段で外敵に対応する。
大半の昆虫は変温動物であるが、ハナバチの一部は、0℃でも30℃以上の体温を維持できるという、恒温動物とほぼ同じ特性を持つ種がいる。

## 人間とのかかわり

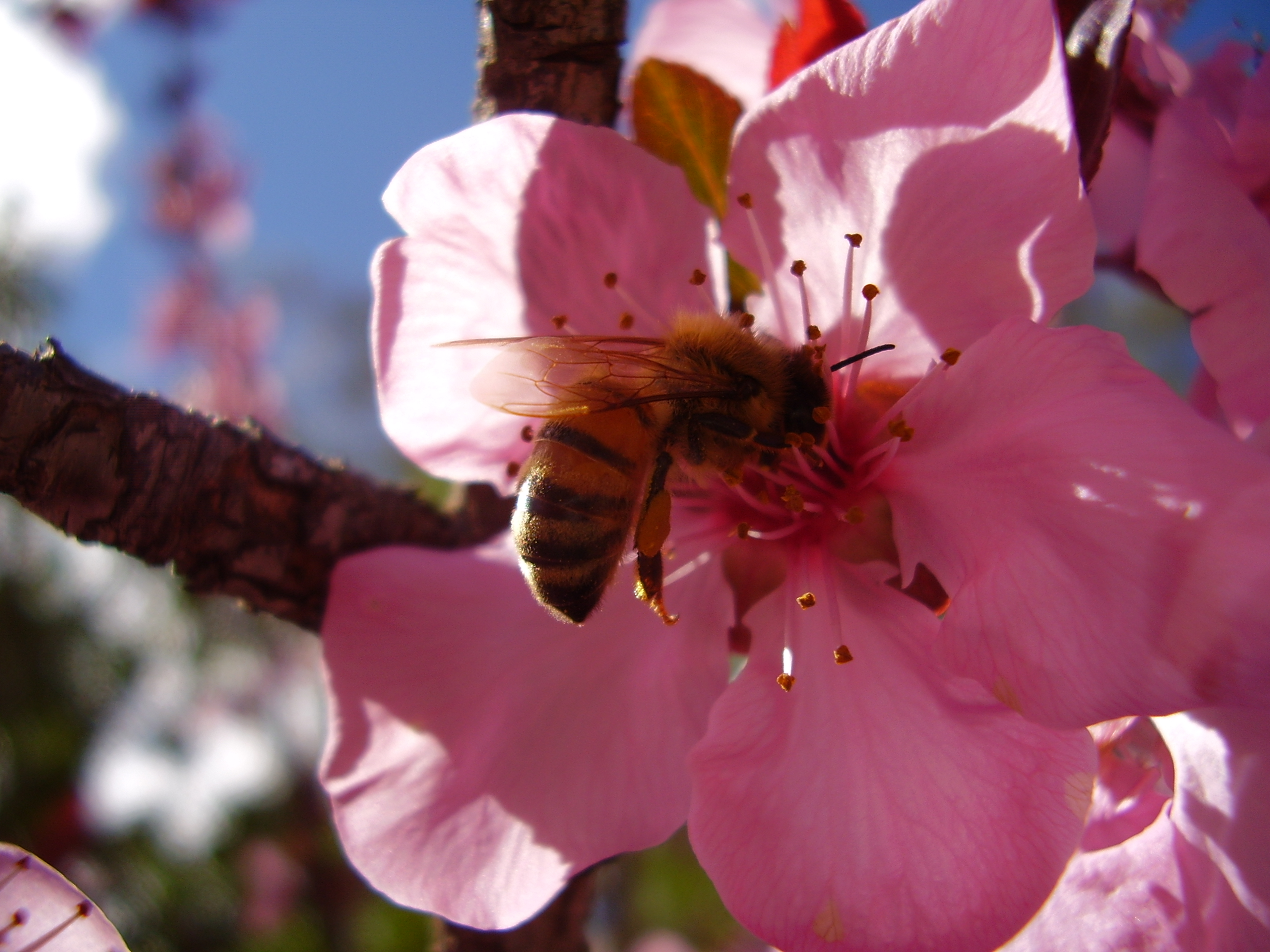
サクラの花から花粉や蜜を集めているミツバチ

### 農業用利用
ハナバチは花の受粉を行なうため、農業上は益虫として扱われる。ハナバチの受粉は農業上非常に重要であり、日々我々の口に入る食品のうち、3口に1口はハナバチが受粉媒介した農作物である。
とくにミツバチ、ツツハナバチ、ハキリバチ、マルハナバチなどは受粉のため養蜂業者から農家へと販売されている。こうした授粉用ハナバチのなかでもっとも利用されているのはミツバチである。
ミツバチは人間の利用が特に進んでいるハナバチで、半ば家畜化されており、その飼育は養蜂として一つの産業となっている。ミツバチはもともとハチミツを採取するために飼育されはじめたものであり、現代でもその目的は小さなものではないが、ハチミツ採取よりも農業用の授粉用の需要の方が大きくなっている。
日本では、ビニルハウス栽培下で野生昆虫による受粉機能が不十分であることから、1968年頃より、イチゴ栽培にて花粉交配用ミツバチの導入が開始された。また、リンゴ栽培では、人工授粉作業の肉体的労働負担が課題となり、花粉交配用ミツバチが導入され、普及した。2022年報告分の、作物の栽培における受粉の経済貢献額全体の約6,700億円のうち、飼養されたセイヨウミツバチによる貢献額は約1,800億円、マルハナバチによる貢献額は約500億円と、交配用ハナバチの貢献度は全体の3分の1にものぼる。野菜等の種子の生産にも、花粉交配用ミツバチを利用している。

### 産物
養蜂による産物としては、蜂蜜、巣蜜のみならず蜜蝋の需要も大きい。プロポリスやローヤルゼリーの健康食品への利用も行われている。ミツバチより蜜量が少ないものの、ハリナシバチも同様に蜂蜜と蜜蝋を生産するため、西洋から導入されるまでミツバチの存在しなかった南北アメリカ大陸やオーストラリアではよく利用されており、マヤ文明ではハリナシバチによる養蜂も行われていた。

### 文化
コマルハナバチの雄はライポン、トラマル、キバチ、モールバチ、ナルトバチ等の名前で呼ばれ、東京都品川区、世田谷区、大田区、目黒区の小学生たちの間で刺さない蜂として一時期ブームになった。

## 問題
- 1990年代からミツバチが大量に行方不明となり個体数が大幅に減少する、いわゆる蜂群崩壊症候群が発生しはじめ、2007年から2008年にかけてアメリカにて表面化した[20][21]。北米で生息するおよそ4,000種の在来種のうち、半数以上のハナバチが減少しており、4種に1種は絶滅危機に瀕しているという[1]。影響は世界中に広がり[22]、さらにマルハナバチの急減も報告されて[23]農業に大被害を及ぼすことが懸念されたものの、2016年から2017年には個体数の増加が報告され、懸念は弱まったとされる[24]。
- 近年、在来種およびこれと在来植物との共進化によって構築された送粉システムに対する、外来種の悪影響が懸念されている。たとえば、日本では北海道で作物の受粉作業用にハウスに導入されたセイヨウオオマルハナバチが野外へ逸出し、在来マルハナバチ類を減少させている[25]。小笠原諸島では養蜂に持ち込まれたセイヨウミツバチが在来ハナバチ相を壊滅させた[26]。南北アメリカ大陸では研究用にアフリカから持ち込まれたセイヨウミツバチの亜種であるアフリカミツバチが逸出して分布を広げ、生態系への悪影響だけでなく、その凶暴な性質からキラー・ビーとして恐れられている[27]。